# Swifton
Swifton – miasto w Stanach Zjednoczonych, w stanie Arkansas, w hrabstwie Jackson.